# Даннінг (Небраска)
Даннінг (англ. Dunning) — селище (англ. village) в США, в окрузі Блейн штату Небраска. Населення — 80 осіб (2020).

## Географія
Даннінг розташований за координатами 41°49′37″ пн. ш. 100°6′16″ зх. д. / 41.82694° пн. ш. 100.10444° зх. д. (41.827078, -100.104499).  За даними Бюро перепису населення США в 2010 році селище мало площу 0,59 км², уся площа — суходіл.

## Демографія
Згідно з переписом 2010 року, у селищі мешкали 103 особи в 44 домогосподарствах у складі 29 родин. Густота населення становила 175 осіб/км².  Було 67 помешкань (114/км²).
Расовий склад населення:
| - 99,0 % — білих - 1,0 % — чорних або афроамериканців |

До двох чи більше рас належало 0,0 %. Частка іспаномовних становила 0,0 % від усіх жителів.
За віковим діапазоном населення розподілялося таким чином: 26,2 % — особи молодші 18 років, 57,3 % — особи у віці 18—64 років, 16,5 % — особи у віці 65 років та старші. Медіана віку мешканця становила 40,8 року. На 100 осіб жіночої статі у селищі припадало 110,2 чоловіків;  на 100 жінок у віці від 18 років та старших — 105,4 чоловіків також старших 18 років.
Середній дохід на одне домашнє господарство  становив 44 971 долар США (медіана — 35 313), а середній дохід на одну сім'ю — 57 317 доларів (медіана — 37 188). За межею бідності перебувало 27,2 % осіб, у тому числі 42,1 % дітей у віці до 18 років та 0,0 % осіб у віці 65 років та старших.
Цивільне працевлаштоване населення становило 62 особи. Основні галузі зайнятості: сільське господарство, лісництво, риболовля — 27,4 %, мистецтво, розваги та відпочинок — 25,8 %, виробництво — 9,7 %, освіта, охорона здоров'я та соціальна допомога — 8,1 %.